# Raster Image Processor
Ein Raster Image Processor (RIP) (deutsch Rastergrafikprozessor) ist eine Kombination aus Hardware und Software bzw. als Software-RIP ausschließlich Software, der Vektorgrafiken in Rastergrafiken bestimmter Auflösungen umrechnet („rendert“) oder die Auflösung von Rastergrafiken neuberechnet (Skalierung, Größenänderung).
Dabei werden spezifische Daten einer höheren Seitenbeschreibungssprache wie PostScript, VPS, AFP oder PCL oder in einem vektorbasierenden Dokumentenformat wie PDF in eine Rastergrafik (Bitmap) umrechnet, um diese in der Regel anschließend zu drucken.
In der ursprünglichen digitalen Druckvorstufe bis etwa zum Jahr 2000 war ein separates RIP erforderlich, um grafische Daten aus der digitalen Druckvorstufe in hochauflösende Bitmaps zu konvertieren, dabei in die 4 Farbauszüge Cyan, Yellow, Magenta, Schwarz zu separieren und schließlich hochauflösend auf bis zu 4000 dpi zu belichten. Das Berechnen hochauflösender Farbauszüge wird auch als „Rippen“ bezeichnet. Die so separierten und belichteten („gerippten“) Daten mussten nun chemisch zu Druckvorlagen („Lithos“) entwickelt und fixiert, diese dann in Druckereien auf Druckplatten je Farbauszug für Druckmaschinen montiert werden.
RIPs waren spezielle Computer, welche die hochauflösenden Belichtungsberechnungen durchführten und auf eigenen Festplatten zwischen speicherten. Diese Berechnungen erfolgten zunächst mit der speziellen Seitenbeschreibungssprache PostScript. In 1989 kam das erste allein software-basierte RIP mit dem grafischen Desktop-Publishing-System (DTP-System) Calamus SL der DMC GmbH / Walluf auf den Markt. Mit Calamus SL konnten professionelle Repro- und Lithografen, gegebenenfalls auch Drucker die hochauflösenden Rasterpunkte der Bitmaps je Farbauszug separat vor der Belichtung bearbeiten, z. B. Rastergröße, Rasterhof, Moiree-Rasterüberlagerungen, Clipping etc. und somit korrigiert bzw. optimiert belichten.
Dieser Zwischenschritt der digitalen Druckvorstufe zwischen Computer und Druckplatte zur Montage von Druckplatten wurde obsolet, als die Technik Computer-to-Plate entwickelt wurde. Seit etwa 2000 werden die digitalen Druckvorstufendaten an einen Computer-to-Plate-Computer (CTP) direkt „gerippt“ und an die Druckmaschine gesendet. Für das Berechnen und Senden der Daten an den RIP-Server werden Programme wie ApogeeX oder Celebrant genutzt. Die fertig produzierten Daten werden seither in der Regel in das Portable Document Format (PDF) von Adobe gespeichert.
Nach wie vor ist ein RIP zur hochauflösenden Berechnung von digitalen Druckvorstufendaten für die Druckmaschine technisch erforderlich. Dies erfolgt mit fortgeschrittener und leistungsfähiger Computertechnik inzwischen während der Computer-to-Plate-Ausgabe automatisch und direkt auf die Druckmaschine.
Explizit gebräuchlich ist der Begriff Raster Image Processor nur in der Druckvorstufe bzw. in der Reproduktionstechnik, wo er eine spezielle Komponente im Druckprozess bezeichnet, die neben den oben genannten Funktionen weitere Aufgaben umfasst:
- Farbmanagement
- OPI-Bildersetzung
- Separation
- Trapping

Der RIP ist neben der Druckmaschine selbst die wichtigste und zugleich fehleranfälligste Komponente im Druckprozess. Kommerzielle RIPs unterscheiden sich bezüglich der implementierten Funktionen, ihrer Kompatibilität mit bestimmten Postscript-Versionen und ihrer PDF-Unterstützung erheblich. Der Trend geht dahin, dass viele Aufgaben der Druckvorstufe zunehmend von der RIP-Komponente übernommen werden.
Weiterhin besitzt jeder PostScript-Drucker bzw. jeder PCL-Laserdrucker einen internen RIP in seiner Firmware, der jedoch weder so hoch auflösen, noch separieren kann und weniger flexibel und leistungsfähig ist als PostScript.
Das freie GNU-Programm Ghostscript, das die direkte Darstellung von Postscript-Dateien erlaubt, ist ein reines Software-RIP, vergleichbar des Software-RIP's des Calamus SL, jedoch ohne Möglichkeit der manuellen Bearbeitung oder Korrektur der Bitmap-Rasterpunkte und ohne 4-Farb-Separation, die nur in der Reproduktionstechnik erforderlich ist.